# 2006中国意大利年

2006中国意大利年宣传标志

中意文化年，2006年是中意文化年。2004年12月，意大利总统钱皮在访华期间与胡锦涛主席共同宣布举办“2006中国意大利年”活动。